# Halytsj
Halytsj (Oekraïens: Галич, [ˈɦɑlɪt͡ʃ], Russisch: Галич, Galitsj) is een plaats in Oekraïne (oblast Ivano-Frankivsk) en telt 6247 inwoners. De naam van de streek Galicië komt van deze stad.

## Geografie
Halytsj is het centrum van het gelijknamige rajon en ligt in de voor-Karpaten. De stad ligt aan de oever van de rivier Dnjestr en aan de voet van een plateau, waarop de ruïne van een burcht staat. Er is een spoorwegstation, de afstand tot het centrum van de Oblast, Ivano-Frankivsk is met de trein 29 km en over de weg 26 km.
Uit de naam Halyčyna werd in de tijd van de Oostenrijkse overheersing de naam voor het kroonland Galicië afgeleid.

## Geschiedenis

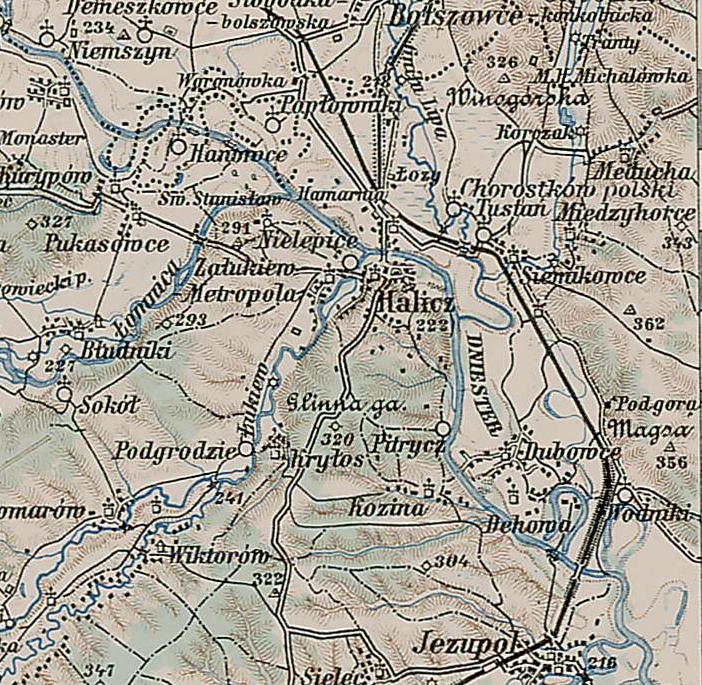
Kaart van 1889

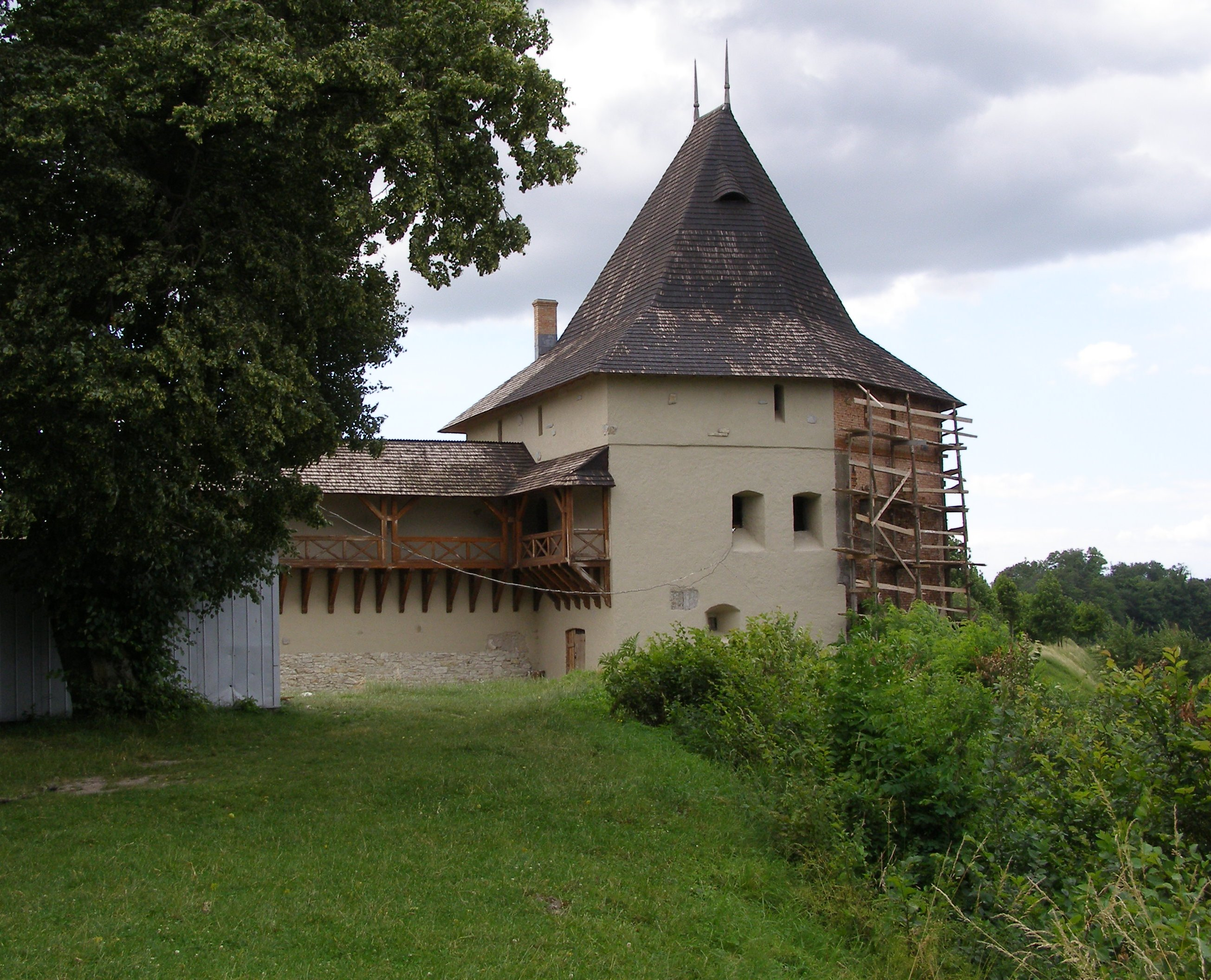
Burcht

### Kievse Rijk
Sinds de 10e eeuw bevond zich volgens archeologische opgravingen een Slavische nederzetting op het gebied van de huidige plaats. Er woonden handwerklieden en kooplui in de nabijheid van de burcht, die zich in het gebied van het huidige dorp Krylos aan de Loekva bevond.
In 1140 werd de burcht van Halytsj voor het eerst in de Hypatius-kroniek vermeld. Vanaf 1144 was het de zetel van de vorsten van het vorstendom Galicië.
In 1188 reikten de grenzen van dit vorstendom tot de beneden-Donau en werd Halitsj tijdelijk door de Hongaarse koning Béla III van Hongarije veroverd. De uit Halytsj verdreven vorst Vladimir Jaroslavitsj kreeg na korte tijd met Duitse en Poolse hulp zijn heerschappij echter terug. Vanaf 1198 werd door het Vaticaan de titel koning van Galicië en Wolynië verleend. Omdat de vorsten zich echter weigerden tot het rooms-katholicisme toe te treden, raakte de titel in onbruik.
In 1215 werd de katholiek Koloman, zoon van koning Andreas II van Hongarije, in Halytsj tot koning van Galicië en Wolynië (rex Galiciae et Lodomeriae) gekroond.
In 1240 werd de stad door de Gouden Horde platgebrand. In datzelfde jaar trouwde Daniel van Galicië met de dochter van Mindaugas, de grootvorst van Litouwen. In 1253 liet hij zich in opdracht van Paus Innocentius IV via een legaat tot Koning van Roethenië (rex Russiae) kronen en beloofde, het katholieke geloof in zijn Rijk te verspreiden. In 1268 werd in de stad een klooster van de Dominicanen gesticht.

### Koninkrijk Polen (1385-1569)
In 1349 werd Halytsj door de Poolse koning Casimir III van Polen veroverd.
Van 1569 tot 1772 was het Halytsje Land (Ziemia Halicka) een deel van het Woiwodschap Roethenië.
Aan het begin van de 17e eeuw probeerden de Krim-Tataren meerdere keren om de burcht te veroveren, wat in 1621 gelukte. Na deze deels verwoest te hebben, en enkele jaren van rust en moeizame wederopbouw, volgde in 1658 de uiteindelijke verwoesting door de Tataren.

### Oostenrijks keizerrijk
In 1772 kwam het gebied van de Woiwodschap Roethenië aan Oostenrijk (later: Oostenrijk-Hongarije), wat duurde tot 1918. In deze periode kreeg Halytsj in 1864 aansluiting op het spoorwegnet, namelijk aan de spoorlijn van Lviv naar Tsjernivtsi, in 1897 kwam daarbij de aansluiting aan de lijn Stryj–Ternopil.

### Na 1918
In november 1918 was de stad na de Eerste Wereldoorlog korte tijd deel van de West-Oekraïense Volksrepubliek. In juli 1919 bezette Polen deze republiek. Op 21 november 1919 kende de Hoge Raad van de Vredesconferentie van Parijs (1919) voor een periode van 25 jaar Oost-Galicië aan Polen toe. Vanaf 1921 lag het als een zelfstandige stad in de Woiwodschap Stanisławów.
In 1939 werd de regio in bezit genomen door de Sovjet-Unie, en begin juli 1941 bezet door de Duitsers. Tot die tijd woonde er een grote Joodse gemeenschap, vooral in het centrum van de plaats. In de herfst van 1941 of 1942 werden ongeveer 1000 Joden gedood in een massa-executie, enkele tientallen werden in de rivier verdronken.
Sinds 1991 hoort de plaats en omgeving bij het onafhankelijk geworden Oekraïne.

## Economie en transport
In de plaats zijn aanwezig een producent van bouwmaterialen, van landbouwwerktuigen, een zuivelfabriek, een fabriek voor broodproducten evenals een aantal kleinere ondernemingen.
Halytsj ligt op 110 km van Lviv en 24 km van het regionale centrum Ivano-Frankivsk. De snelweg H-09 loopt door de stad, deze begint in Moekatsjevo, gaat naar Ivano-Frankivsk en eindigt in Lviv. Er is een spoorwegstation aan de overkant van de Dnjepr, de afstand naar het regionale centrum is 29 km.

## Bezienswaardigheden
- Ruïne van de Halytsj-burcht

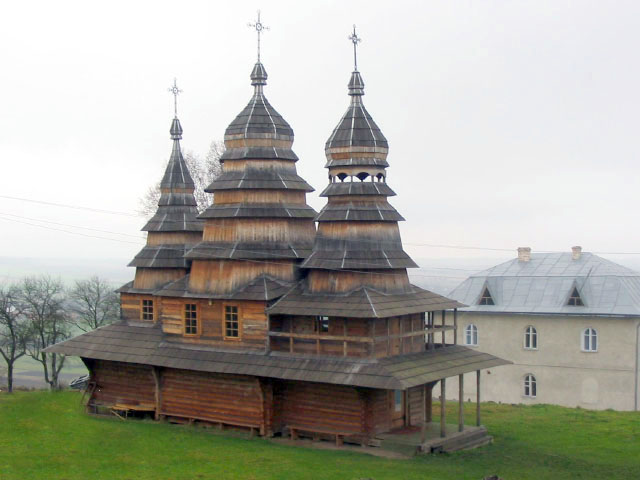
16e-eeuwse houten kerk in Krylos, voorbeeld van traditionele houtbouw in Galicië

- Petrus- en Pauluskerk, en enkele andere kerken
- Historisch museum
- Op het marktplein is het ruiterstandbeeld van vorst Daniel van Galicië te zien.

## Afbeeldingen

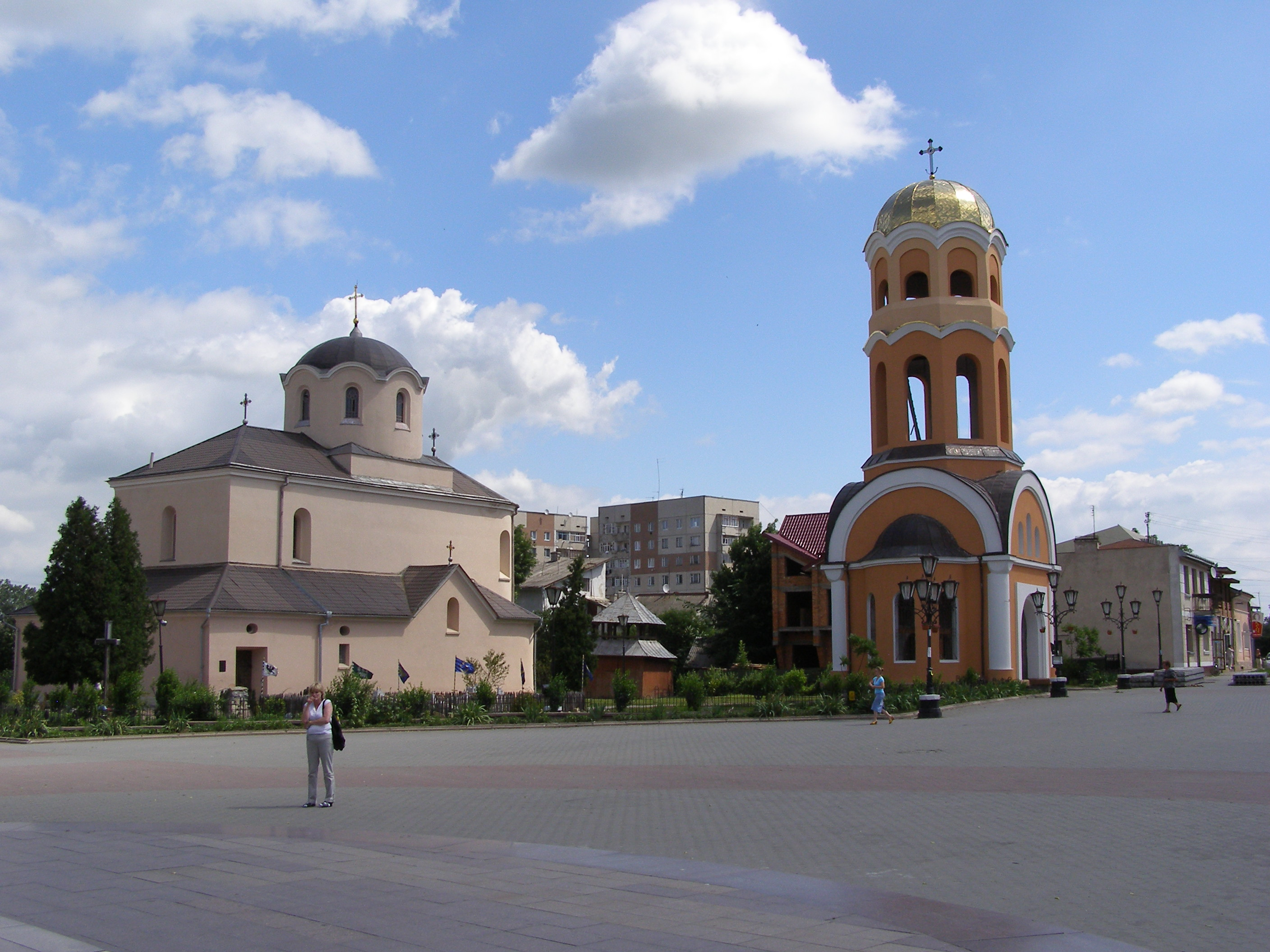
Maria Geboortekerk (links), 14e-15e eeuw
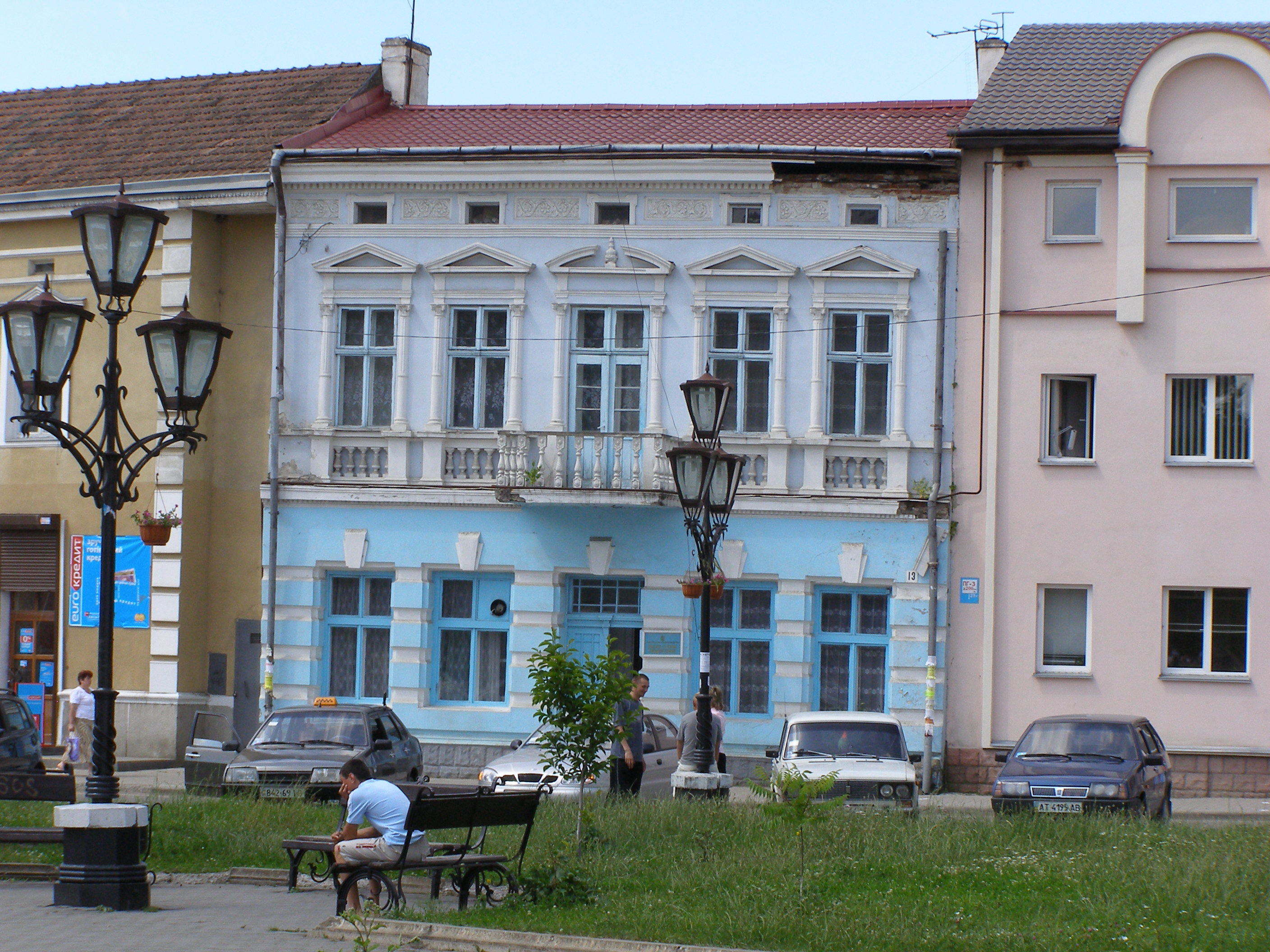
Huizen in het centrum
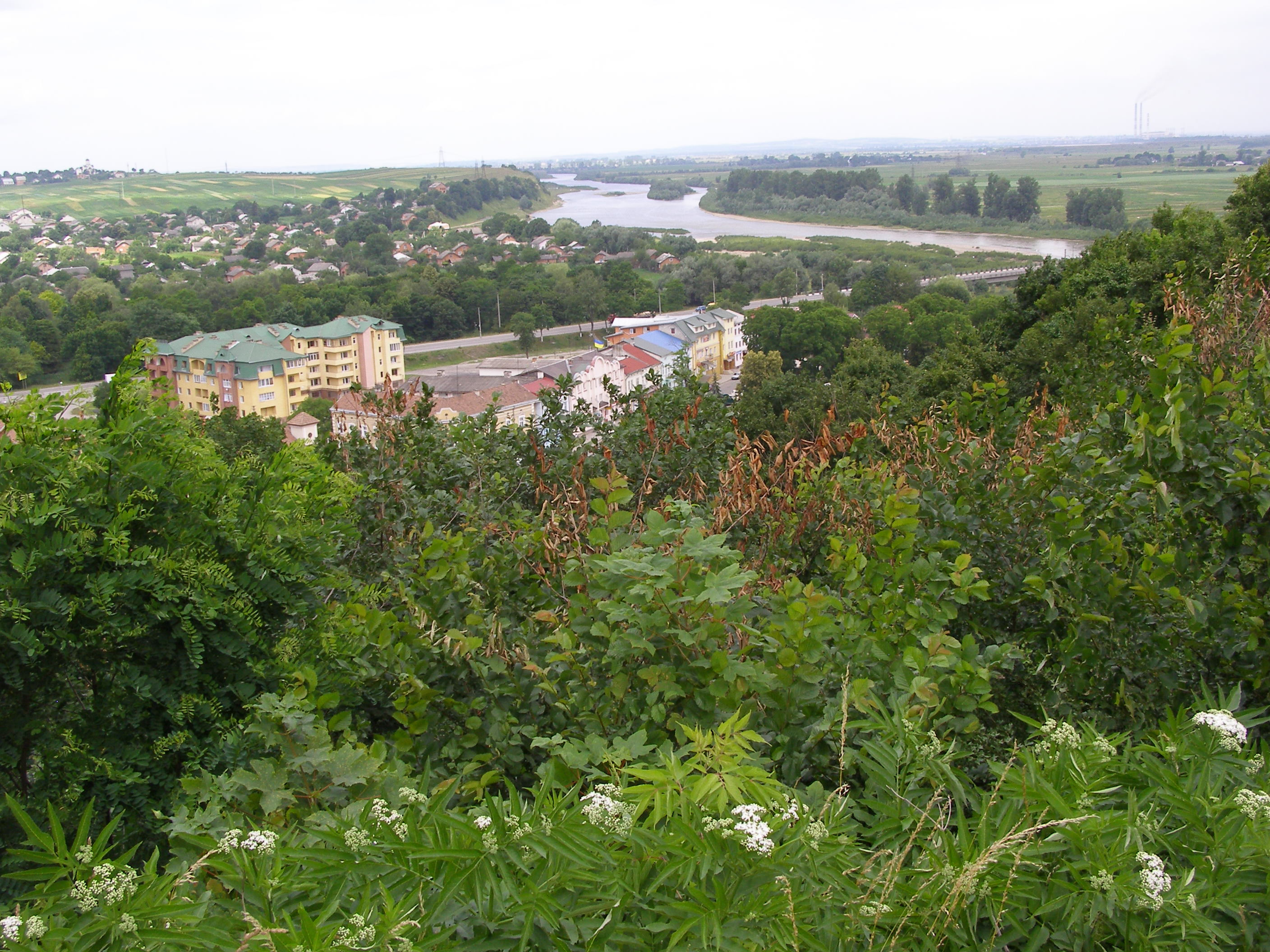
Uitzicht vanaf heuvel bij de burcht
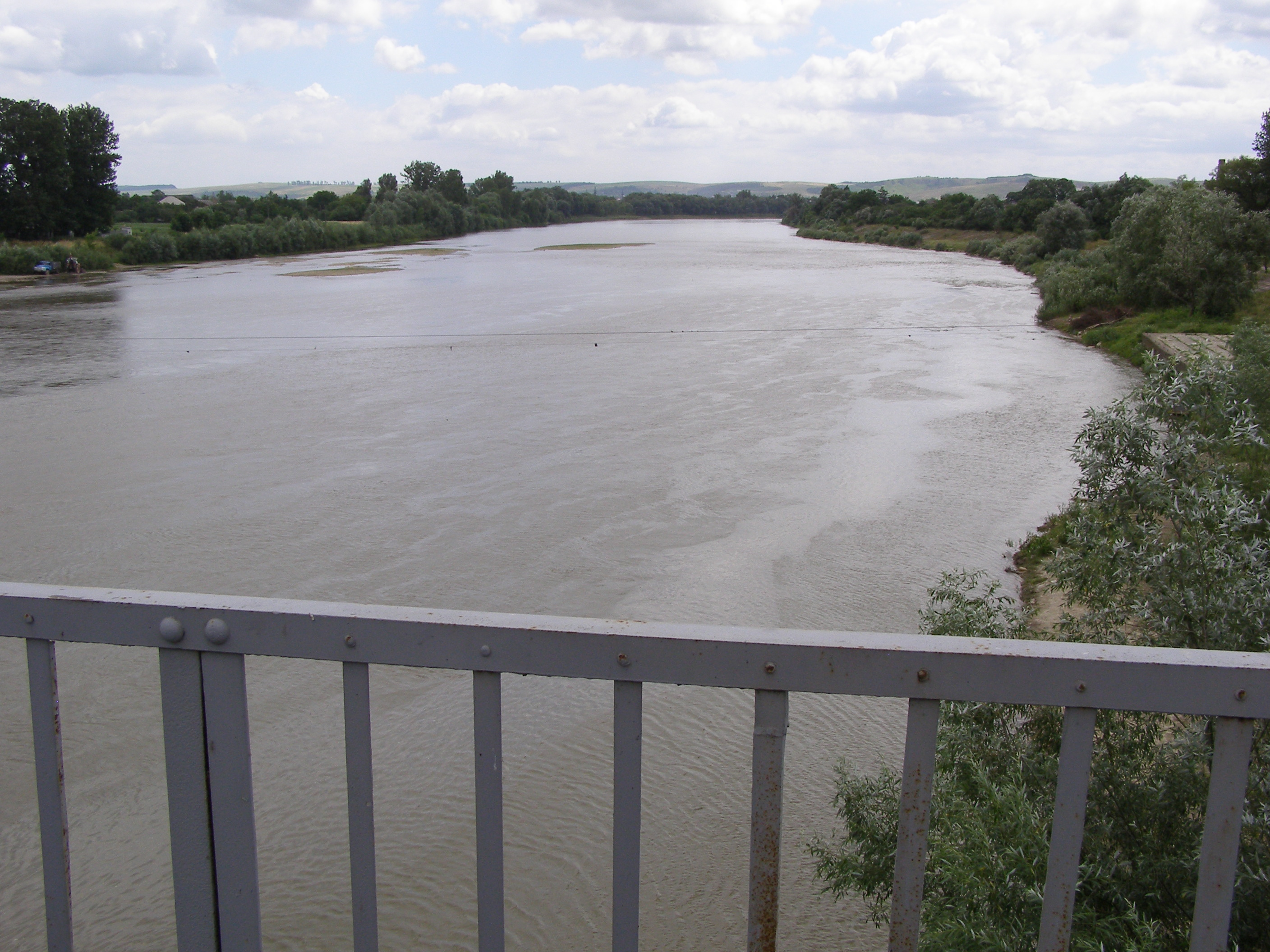
Brug over Dnjepr
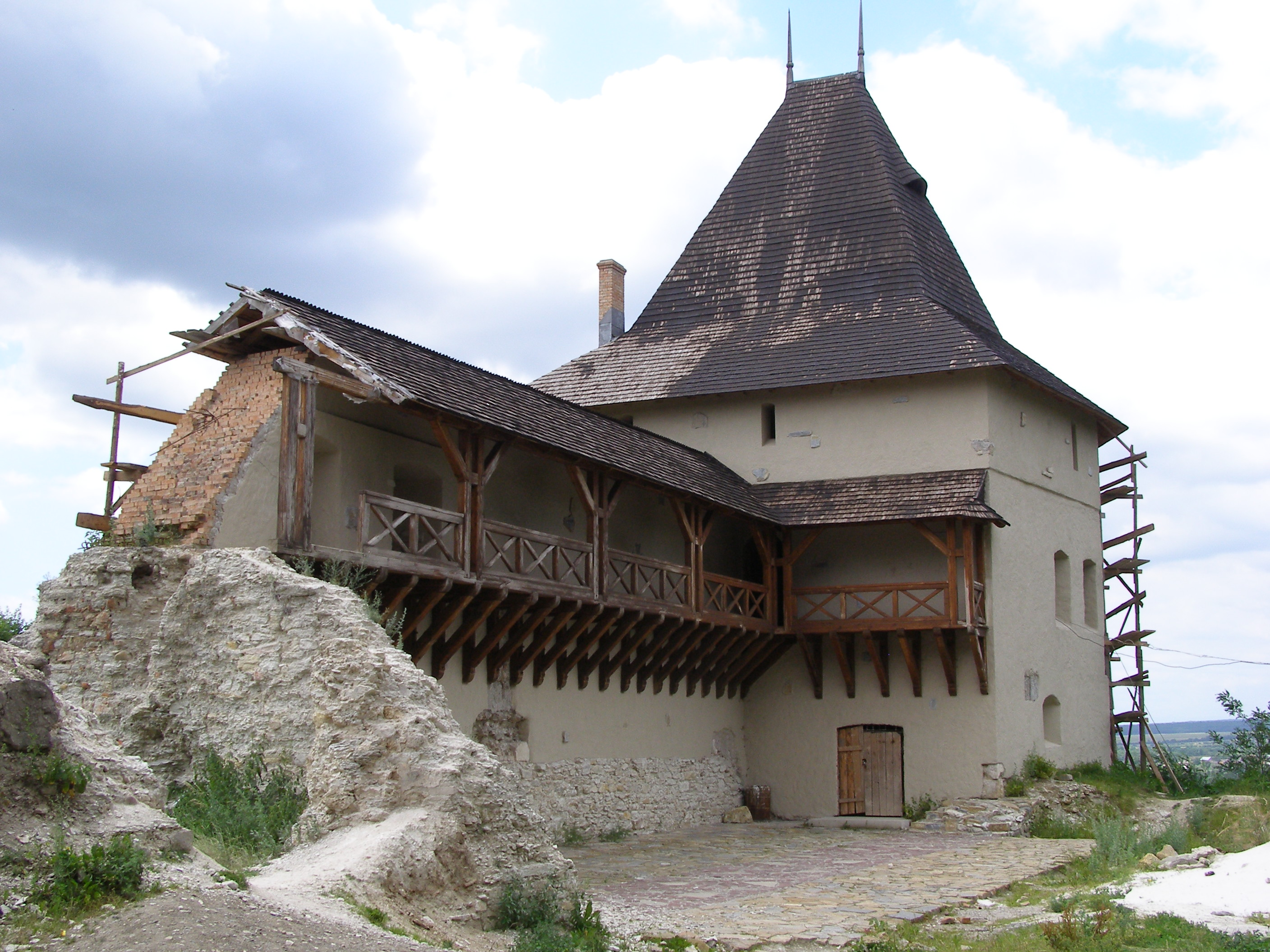
Ruïne burcht van Halytsj
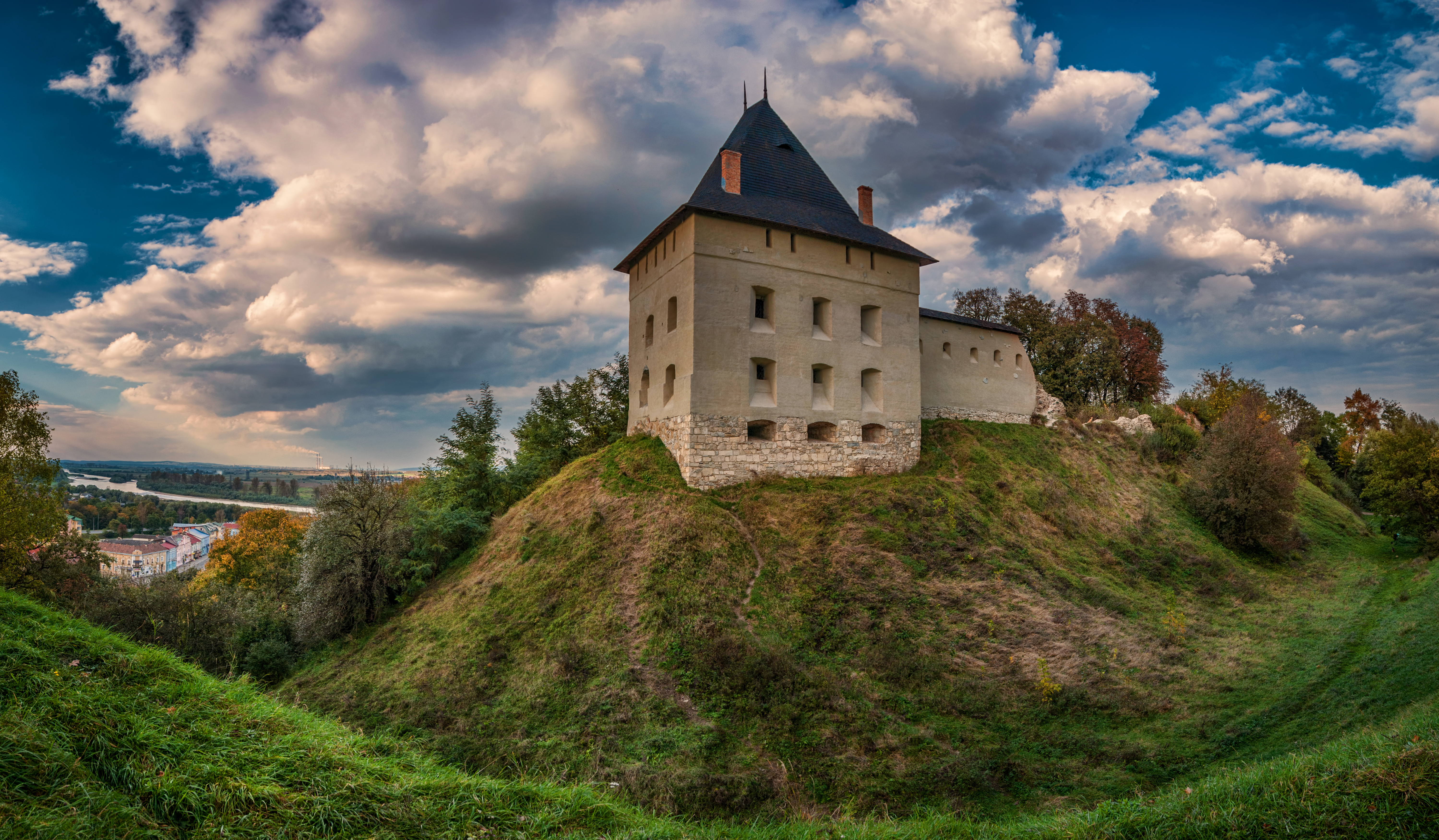
Ruïne van andere zijde
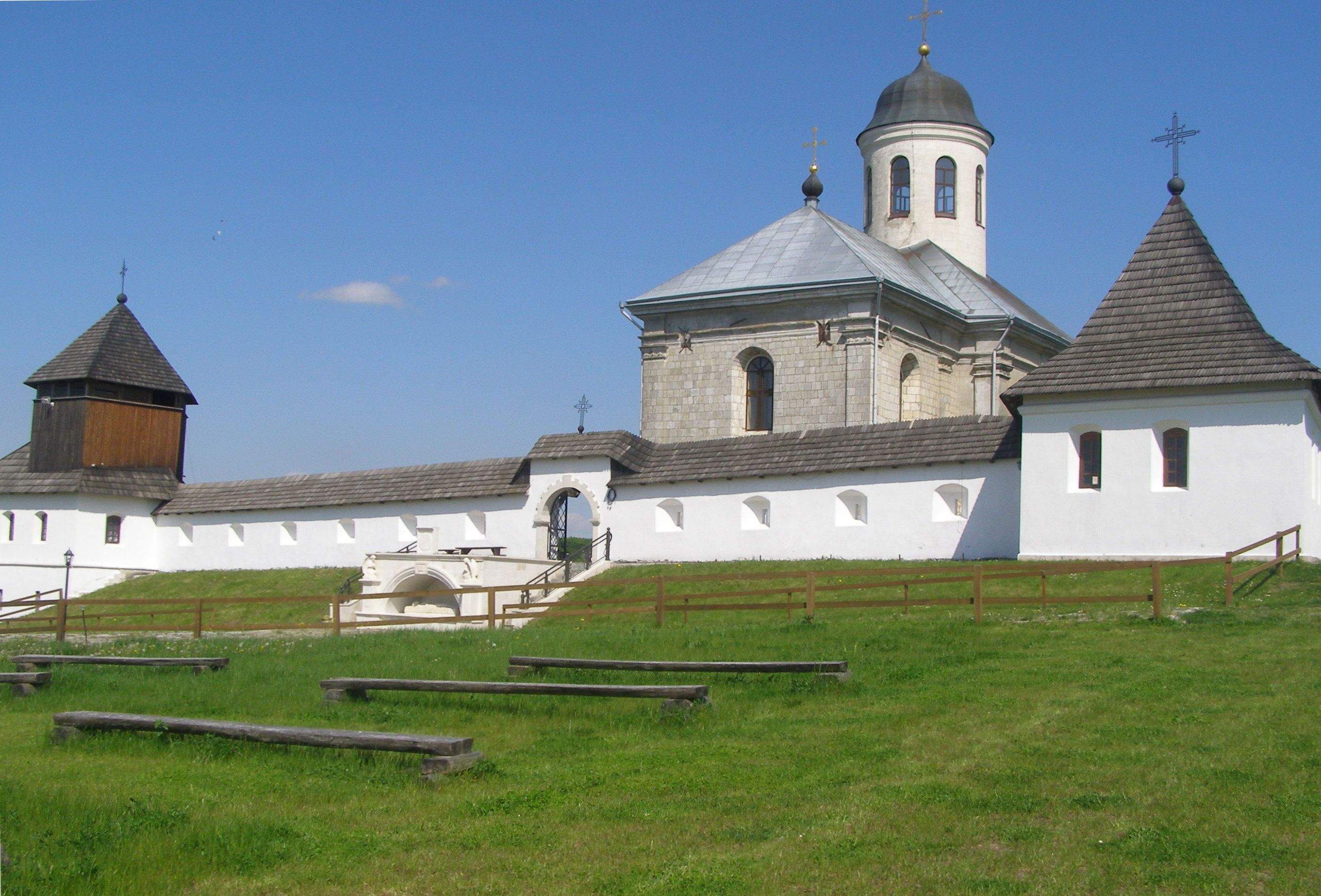
Kerk van Maria-hemelvaart in Krylos